# Eickel (Stadtbezirk)
Eickel ist ein Stadtbezirk im Südwesten der Stadt Herne und hat 34.642 Einwohner. Er umfasst die Ortsteile Röhlinghausen, Eickel und auch Wanne-Süd. Wanne-Süd liegt trotz seines Namens fast komplett auf alter Eickeler Gemarkung.
Bis 1974 bildeten Eickel (siehe Herne-Eickel) und Wanne die kreisfreie Stadt Wanne-Eickel, die sich im Rahmen der Gebietsreform (§ 4 Ruhrgebiet-Gesetz) mit Herne zusammenschloss.
Bezirksbürgermeister ist Martin Kortmann (2016).